# Gullspång
Gullspång – miejscowość (tätort) w Szwecji, w regionie administracyjnym (län) Västra Götaland, w gminie Gullspång.
Według danych Szwedzkiego Urzędu Statystycznego liczba ludności wyniosła: 1568 (31 grudnia 2015), 1550 (31 grudnia 2018) i 1594 (31 grudnia 2019).